# Pyresthesis
Pyresthesis är ett släkte av spindlar. Pyresthesis ingår i familjen krabbspindlar.
Kladogram enligt Catalogue of Life:
| Pyresthesis | \| \| Pyresthesis berlandi \| \| \| \| \| \| Pyresthesis laevis \| \| \| \| |
|             | \| \| Pyresthesis berlandi \| \| \| \| \| \| Pyresthesis laevis \| \| \| \| |
|             | Pyresthesis berlandi                                                        |
|             |                                                                             |
|             | Pyresthesis laevis                                                          |
|             |                                                                             |